# Dasychira anasses
Dasychira anasses är en fjärilsart som beskrevs av Collenette 1937. Dasychira anasses ingår i släktet Dasychira och familjen tofsspinnare. Inga underarter finns listade i Catalogue of Life.